# Ганзейські прапори

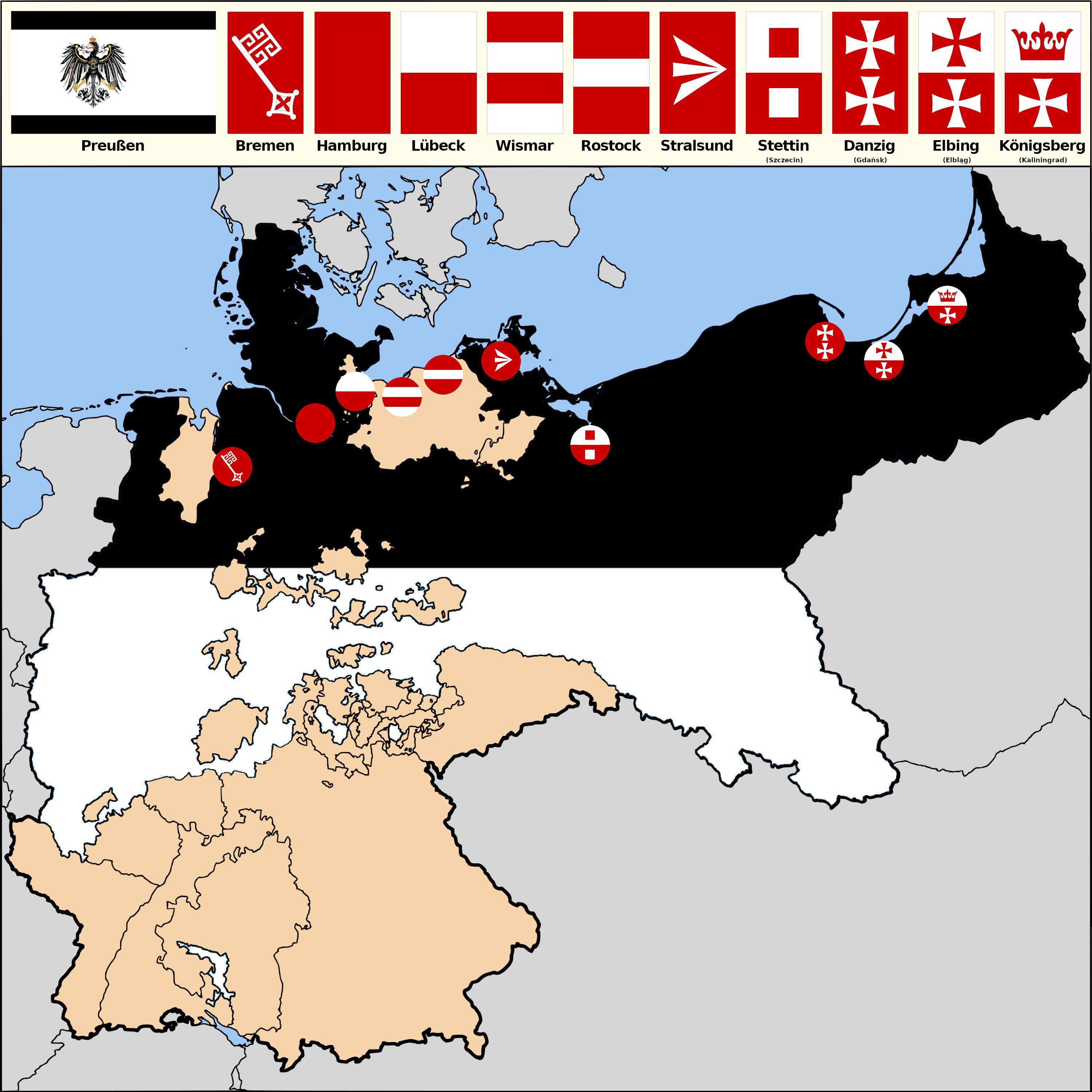
Червоний і білий кольори Ганзи як колірна складова прапора Північнонімецького союзу та Німецької імперії.

Ганзейські прапори існуючих і колишніх ганзейських міст спочатку були вимпелами та прапорами, які носилися на ганзейських зубцях та інших великих кораблях ганзейських купців.

## Розповідь
Починаючи з XIII століття, кораблі (не лише Ганзейського союзу) несли вітрові прапори у вигляді вузького вимпела («Flüger», нижньонімецькою: vlugher, vlügervögel) на верхівках своїх щогл. Про «roden vlugher» («червоний флюгер») з Гамбурга повідомлялося в 1270 році, а «de lübesche vloghel» («любецький флюгер») вперше згадується в 1299 році. Інші кораблі мали одноколірні червоні гонфанони, прикріплені до щогли з хрестом на верхівці — ймовірно, на знак мирних намірів при наближенні до іноземного порту.
З другої половини XIII століття їх використовували для створення різноманітних, переважно біло-червоних стягів, щоб уникнути плутанини. Великі прямокутні прапори, які можна було побачити на кормі або кормовому замку кораблів, починаючи з XIV століття, пропонували більше простору для геральдичного дизайну. Деякі ганзейські міські печатки з гвинтиком у дизайні печатки чітко показують, як він був прикріплений і який мотив використовувався. До них належать Данциг (XIII століття), Ельбінг (1350), Любек, Дамме (2-га половина XIV століття) та Штральзунд. Серед інших міст, які мали власні прапори, були Рига, Бремен, Росток (XIV століття), Кенігсберг, Вісмар і Штеттін (XV століття).
Коли в 1867 році було засновано Північнонімецький союз, червоно-білі кольори ганзейських міст і чорно-білі Пруссії стали кольорами нового чорно-біло-червоного прапора, який з часів був прапором Німецької імперії. 1871 року.

## Приклади

### Щогловий вимпел

Любекський вимпел (de lübesche vloghel), вперше згадується 1299 року

Окрім власних прапорів міст, на кораблях союзу майорів ганзейський вимпел (Hanseatenwimpel), де верхня половина біла (срібна), а нижня червона.

## Див. також

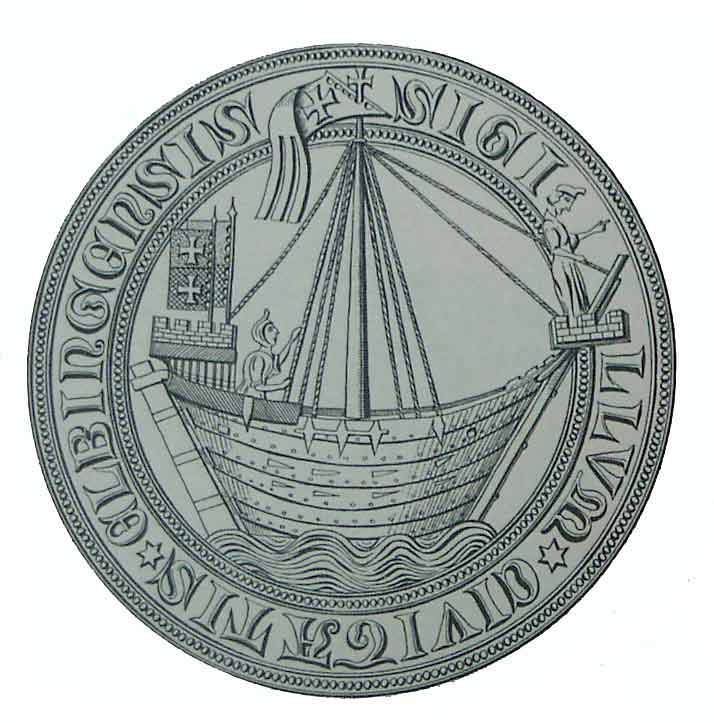
Печатка Ельбінга 1350 року

### Середньовічні прапори ганзейських міст

Гамбург
Рига
Любек
Бремен
Данциг
Ельбінг
Росток
Штральзунд
Кенігсберг
Вісмар
Штеттін

## Прапори ганзейських міст сьогодні

Арнем
Арнсберг
Беккум
Берлін
Білефельд
Бохольт
Бохум
Боргентрайх
Брауншвейг
Брекерфельд
Бремен
Кельн
Девентер
Дінслакен
Дусбург
Дортмунд
Дуйсбург
Ельблонг
Еммеріх-ам-Райн
Ерфурт
Франкфурт-на-Одері
Гданськ
Гельдерн
Гезеке
Гослар
Геттінген
Грайфсвальд
Гронінген
Гаґен
Галле
Гамбург
Гамм
Ганновер
Газелюнне
Гаттем
Гаттінген
Герфорд
Гільдесгайм
Камен
Кампен
Кіль
Клайпеда
Колобжег
Калінінград
Кошалін
Краків
Любек
Магдебург
Мінден
Мюнстер
Нойс
Нойс
Олдензал
Оммен
Оснабрюк
Падерборн
Пярну
Ратінген
Рига
Рурмонд
Росток
Слупськ
Зост
Золінген
Стокгольм
Штральзунд
Щецин
Таллінн
Тарту
Торунь
Унна
Вільянді
Фреден
Варбург
Варендорф
Werne
Wesel
Верне
Віпперфюрт
Вісмар
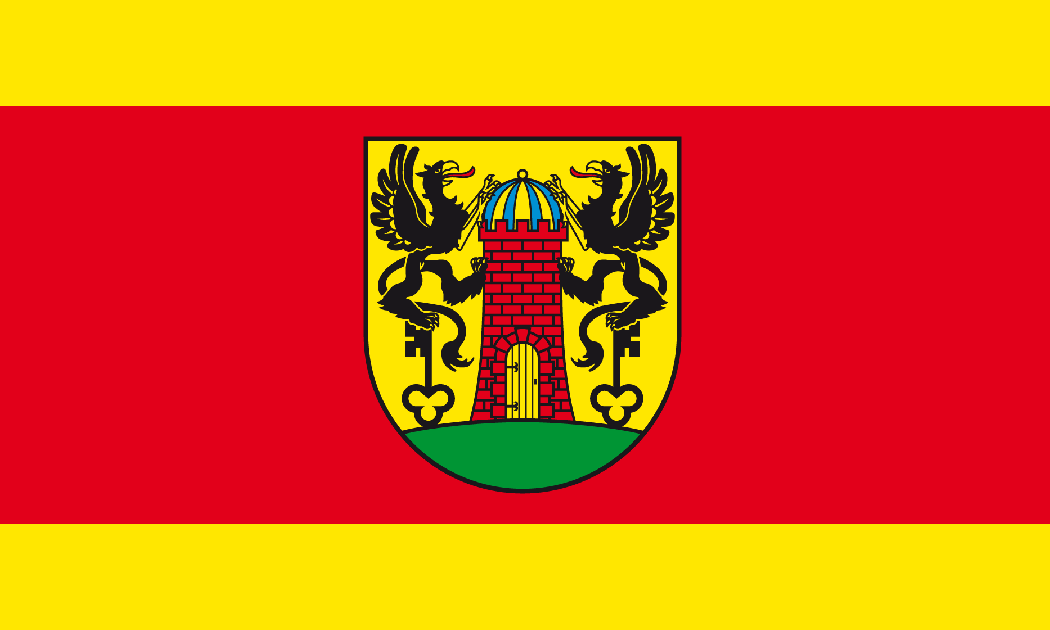
Вольгаст
Вроцлав
Зютфен
Зволле

## Вебпосилання
- Прапори країн світу — Ганза та міста (Німеччина, Латвія, Нідерланди, Польща) (англійською)
- Міжнародна громадянська геральдика